# Malvina Reynolds
Malvina Reynolds (San Francisco, 23 agosto 1900 – Berkeley, 17 marzo 1978) è stata una cantautrice e attivista statunitense, conosciuta soprattutto come autrice della canzone Little Boxes.

## I primi anni
Nata Malvina Milder a San Francisco da immigrati ebrei e socialisti oppositori alla prima guerra mondiale, David e Abagail Milder, sposò William Reynolds, un carpentiere e fervente comunista nel 1934, dal quale ebbe una bambina, Nancy Schimmel (divenuta anch'essa cantautrice). Conseguì una laurea e un master in lettere (inglese) all'Università della California - Berkeley, dove in seguito completò anche un dottorato.

## La carriera musicale
Malgrado avesse suonato il violino in un gruppo musicale a soli vent'anni, cominciò tardi la sua carriera di autrice. Era quasi cinquantenne quando incontrò Earl Robinson, Pete Seeger ed altri cantanti e autori di musica folk. Tornò allora alla UC Berkeley dove studiò teoria musicale. Scrisse molte canzoni di successo tra le quali si ricordano Little Boxes e What Have They Done to the Rain, registrate dalla band The Searchers e da Joan Baez (quest'ultima trattava di un fallout nucleare), It Isn't Nice (un inno ai diritti civili), Turn Around (sulla crescita dei bambini, cantata in seguito da Harry Belafonte), e There's a Bottom Below (sulla depressione). La Reynolds fu anche una nota compositrice di canzoni per bambini, tra le quali si ricordano Magic Penny e Morningtown Ride, un singolo che in Inghilterra arrivò ad essere una top 5 (nel dicembre del 1966) registrato dai The Seekers. A Malvina Reynolds si deve anche l'"inno" della RAND Corporation, del 1961.
Negli anni successivi, la Reynolds contribuì sia con le canzoni sia con proprie apparizioni al programma PBS Sesame Street.

## Ricezione
Sono disponibili tre collezioni della sua musica su compact disc. L'etichetta Smithsonian Folkways ha pubblicato Another County Heard From (Folkways 02524) e Ear to the Ground (Smithsonian Folkways 40124), oltre all'australiana Omni Recording Corporation che ha pubblicato Malvina Reynolds (Omni 112.)
Un film biografico, Love It Like a Fool, venne girato pochi anni dopo la sua scomparsa.
Nel 1979, fu una delle protagoniste della raccolta di figurine collezionabili Supersisters, che aveva l'obiettivo di proporre modelli femminili di successo in campo politico, sportivo, sociale e culturale.
La canzone più famosa della Reynolds, Little Boxes (resa famosa da Pete Seeger), ha recentemente riguadagnato fama grazie al suo utilizzo come sigla iniziale della serie televisiva Weeds; è stata usata anche come sigla del programma radiofonico Melog, di Radio 24. Little Boxes trasse ispirazione visivamente dalle case della città californiana Daly City. Nancy Reynolds, figlia di Malvina Reynolds, al riguardo spiegò:
"Mia madre e mio padre stavano guidando verso sud da San Francisco attraverso Daly City quando a mia madre venne l'idea per la canzone. Ella domandò a mio padre di guidare, e la scrisse lungo la strada verso il ritrovo in La Honda dove stava andando per cantare per il Friends Committee on National Legislation (Comitato Nazionale degli Amici della Legislazione [NdT]. Quando il Time Magazine (penso, o forse il Newsweek) volle una foto di lei indicante quel posto preciso, lei non seppe più trovare quelle case dato che ne erano state costruite così tante attorno ad esse che i fianchi delle colline erano stati coperti completamente.”